# Izu (provincia)

Mappa delle province giapponesi con la provincia di Izu evidenziata.

Izu (conosciuta anche con il nome Zushū), scritta ufficialmente Izu no Kuni (伊豆国?, Izu no Kuni), fu una provincia del Giappone, oggi facente parte della prefettura di Shizuoka. Le Isole Shizu fanno invece parte di Tokyo. Izu confinava con le province di Sagami e Suruga.

## Storia
Prima del 680, Izu faceva parte della provincia di Suruga. Da quell'anno fino al periodo Edo, Izu includeva tre distretti: Tagata, Kamo e Naka. Durante il periodo Edo, Kimisawa divenne il quarto distretto di Izu.
Durante il periodo Sengoku, Izu fu controllata da vari governatori a seconda degli equilibri di potere che si affermavano della regione del Kantō, in particolare delle province di Sagami e Musashi. Tra questi si ricordano i clan degli Hojo e dei Tokugawa.